# Nikki Ponte
Nikki Ponte, född 1 augusti 1991 i Toronto, är en kanadensisk-grekcypriotisk sångare som år 2010 slog igenom i den grekiska The X Factor. Hon slutade på tredje plats i den tredje säsongen av programmet. År 2011 deltog hon i Greklands nationella uttagning till Eurovision Song Contest 2011 med låten "I Don't Wanna Dance". I finalen den 2 mars tävlade hon mot fem andra bidrag men lyckades inte vinna.
Efter sitt försök att få representera Grekland i Eurovision Song Contest så släppte Ponte en singel tillsammans med Dimension X med titeln "Hey You". Hon spelade även in signaturmelodin till den grekiska versionen av filmen Winx Club 3D: Magical Adventure. I november 2011 släppte hon en ny singel med titeln "Remembering The Summer Nights".

## Diskografi

### Digitala singlar
- 2011 - "I Don't Wanna Dance"
- 2011 - "Hey You" (feat. Dimension-X)
- 2011 - "Mesa Ston Thavmaton Ton Kosmo"
- 2011 - "Remembering The Summer Nights"